# Never Again (cântec de Kelly Clarkson)
„Never Again” primul single extras de pe cel de-al treilea album al cântăreței de origine americană Kelly Clarkson, intitulat My December. A fost lansat in primăvara anului 2007.
Conform știrilor MTV, melodia a fost inspirată de către finalul relației avută de către artistă cu David Hodges, informație neconfirmată de către Kelly. Cântăreața a scris-o în ultima parte a anului 2004.
Inițial Clarkson a decis să nu includă melodia pe acest album, deoarece era mult prea arțăgoasă. După o perioadă de timp ea a hotărât ca piesa Never Again este cea mai potrivită pentru a fi single-ul principal deoarece este foarte energică și o reprezintă. Unele zvonuri au apărut conform cărora unii dintre producătorii albumului nu au fost încântați de ideea de a include această melodie pe album obligând-o astfel pe Kelly să înregistreze alta. Cântăreața citează single-ul You Oughta Know a lui Alanis Morissette ca fiind principala sursă de inspirație.
În Statele Unite ale Americii Never Again a devenit un hit, clasându-se pe primele poziții în topurile de specialitate, dar în Europa acesta a fost doar un hit de mărime medie, câștigând poziții în top 20 în mai multe țări. 

## Videoclip
Videoclipul a fost produs de către Joseph Kahn pe durata dintre unsprezece și treisprezece Aprilie. Acesta a avut premiera pe 1 Mai, în cadrul emisiunii Total Request Live. În prima parte a videoclipului este surprins iubitul acesteia care încearcă să o "înece" în cadă. Apoi el pleacă la aeroport pentru a-și întâlni noua iubită, însă pe chipul său se poate citi sentimentul de vinovăție. Sufletul lui Kelly îl urmărește pe tot parcursul videoclipului, aceste cadre sunt împletite cu segmente în care Clarkson se află într-o cameră complet albă, alături de trupa sa cântând. Toate persoanele aflate în acea cameră sunt îmbrăcate în alb, simbolizând inocența sa pierdută.
Videoclipul este neclar din punct de vedere al deznodământului, deoarece nu se specifică dacă iubitul său a "omorât-o" în baie în începutul videoclipului și sufletul artistei îl urmărește sau dacă iubitul este urmărit de amintirile dureroase de după despărțire.

## Pozițiile ocupate în clasamente
| Clasamentul (2007)                     | Poziția maximă ocupată |
| -------------------------------------- | ---------------------- |
| Australia ARIA Singles Chart           | 5                      |
| Canadian Billboard Hot 100             | 8                      |
| Czech IFPI Chart                       | 66                     |
| Brazilian Hot 100                      | 18                     |
| European Hot 100                       | 23                     |
| German Singles Chart                   | 19                     |
| Austria Top 75                         | 36                     |
| Grecia Singles Chart                   | 15                     |
| Indonesian Singles Chart               | 1                      |
| Irish Singles Chart                    | 11                     |
| Mexican Top 100                        | 62                     |
| Netherlands Singles Chart              | 23                     |
| New Zealand RIANZ Singles Chart        | 20                     |
| Peru Top 100                           | 1                      |
| Swedish Charts                         | 39                     |
| Swiss Hot 100                          | 27                     |
| Thailand Pop Inter 20 Hitz             | 1                      |
| Polish National Top 50                 | 9                      |
| UK Singles Chart                       | 9                      |
| U.S. Billboard Hot 100                 | 8                      |
| U.S. Billboard Pop 100                 | 5                      |
| U.S. Billboard Hot Adult Top 40 Tracks | 12                     |
| U.S. Billboard Top 40 Mainstream       | 20                     |
| U.S. Billboard Hot Dance Airplay       | 4                      |